# 博多克納

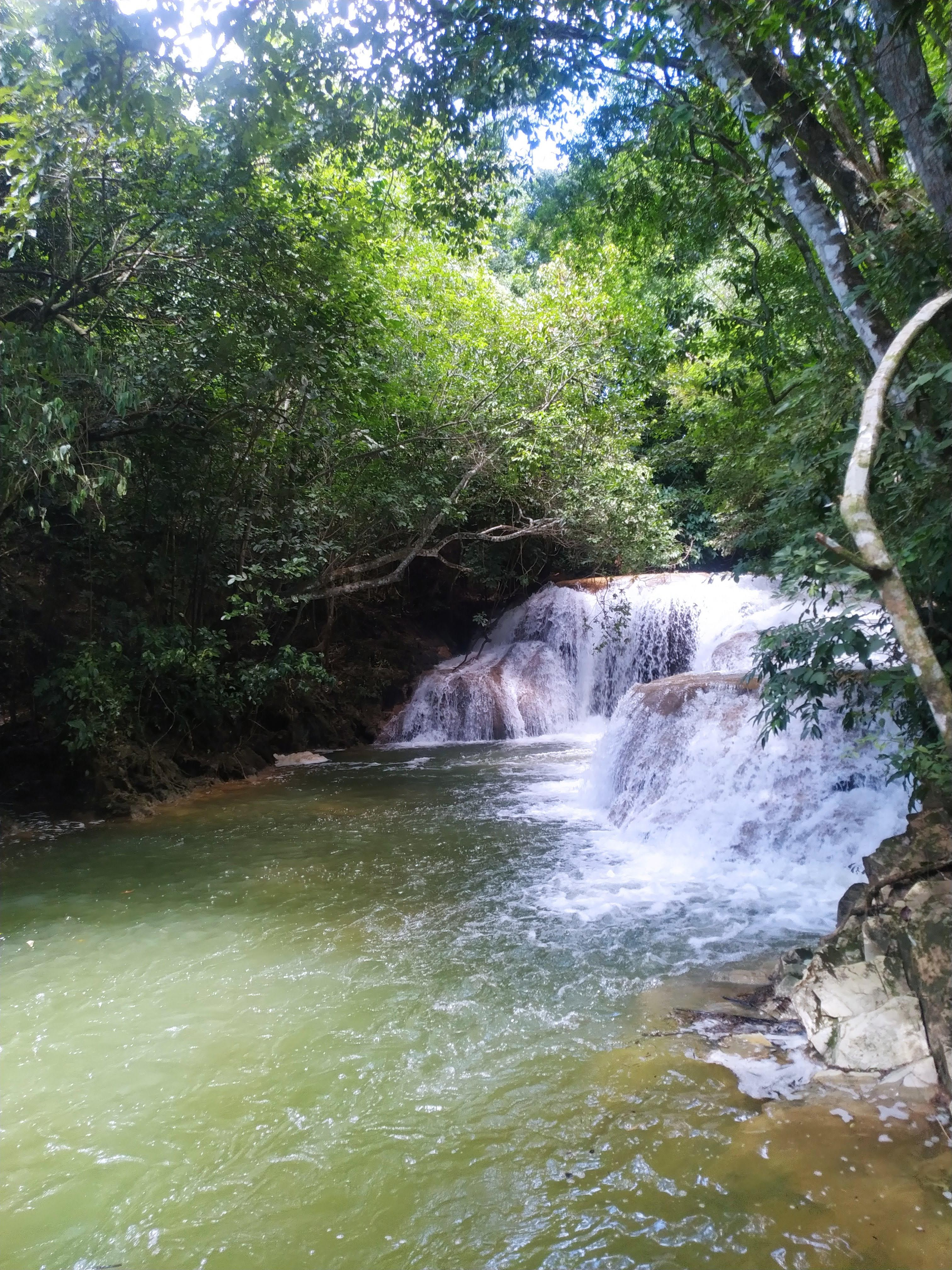
博多克納當地的瀑布

博多克納（葡萄牙語：Bodoquena），是巴西的城鎮，位於該國西部，由南馬托格羅索州負責管轄，始建於1980年5月13日，面積2,507平方公里，海拔高度132米，2007年人口8,168，人口密度每平方公里3.4人。
20°32′20″S 56°42′54″W / 20.53889°S 56.71500°W